# Alessio Cerci
Alessio Cerci (* 23. Juli 1987 in Velletri) ist ein ehemaliger italienischer Fußballspieler.

## Karriere

### Verein

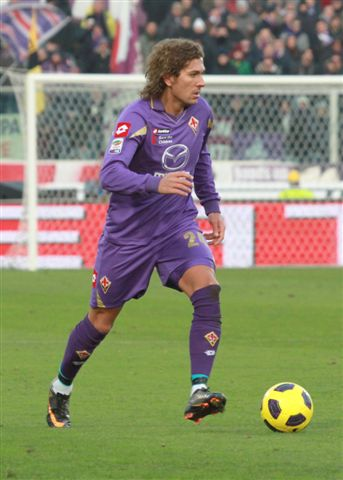
Cerci im Trikot des AC Florenz

Alessio Cerci begann seine Karriere in der Jugend des AS Rom. Am 16. Mai 2004 debütierte der 16-jährige Mittelfeldakteur, der bevorzugt als Flügelspieler agiert, in der Partie gegen Sampdoria Genua für die Hauptstädter. In jener Spielzeit blieb dies auch sein einziger Einsatz in der Serie A. Auch in den folgenden zwei Jahren durfte er nur sehr sporadisch im Profikader des AS Rom auflaufen und erhielt bis Juli 2006 nur drei weitere Liga-Einsätze. Für die Saison 2006/07 wurde er an den Zweitligisten Brescia Calcio verliehen. In Brescia absolvierte er 21 Partien, konnte jedoch kein Tor erzielen. In der darauffolgenden Spielzeit wurde zur AC Pisa weiterverliehen, für die er zehn Treffer in 26 Partien erzielen konnte und erreichte mit der Mannschaft den 6. Rang in der Serie B. in der Saison 2008/09 bestritt er weiterhin als Leihspieler 13 Ligaspiele für Atalanta Bergamo und kehrte danach wieder nach Rom zurück.
In der Saison 2009/10 stand Cerci im Profikader des AS Rom und kam auf Einsätze in der Serie A sowie UEFA Europa League. Im Auswärtsspiel bei ZSKA Sofia konnte er zwei Treffer erzielen. Im August 2010 unterzeichnete der Mittelfeldakteur beim AC Florenz. Zur Saison 2012/13 wechselte er zum Aufsteiger FC Turin.
Am 1. September 2014 wechselte Cerci in die spanische Primera División zu Atlético Madrid. Er unterschrieb beim amtierenden Meister einen Dreijahresvertrag bis zum 30. Juni 2017. Nach sechs Einsätzen als Einwechselspieler wechselte Cerci am 5. Januar 2015 im Tausch mit Fernando Torres bis zum 30. Juni 2016 auf Leihbasis in die Serie A zum AC Mailand. Einen Tag später debütierte er für seinen neuen Verein bei einer 1:2-Heimniederlage gegen Sassuolo Calcio, als er in der 65. Spielminute für Michael Essien eingewechselt wurde.
Im Januar 2016 wurde sein Leihvertrag in Mailand jedoch aufgelöst und er wurde an den CFC Genua verliehen.
Im Juli 2017 wechselte Cerci endgültig zurück nach Italien und schloss sich Hellas Verona an. Beim Aufsteiger unterzeichnete er einen Einjahresvertrag.
Am 18. August 2018 wechselte Cerci zu MKE Ankaragücü.

### Nationalmannschaft
Alessio Cerci durchlief von der U-16 an alle Jugendnationalmannschaften Italiens. Am 16. November 2007 debütierte er in der U-21-Nationalmannschaft der Squadra Azzurra unter Trainer Pierluigi Casiraghi in der Partie gegen Aserbaidschan und erzielte einen Treffer. Im Sommer 2009 wurde Cerci ins italienische Team für die U-21-Europameisterschaft in Schweden berufen, aber in keinem Spiel eingesetzt.
Sein Debüt für die A-Nationalmannschaft Italiens gab er am 21. März 2013 unter Cesare Prandelli im Freundschaftsspiel gegen Brasilien, das 2:2 endete. In der Folge gehörte Cerci zum Stamm der Nationalmannschaft und nahm am Confed Cup 2013 sowie an der Weltmeisterschaft 2014 teil. Im November 2014 absolvierte Cerci sein bisher letztes Länderspiel gegen Albanien. Zuletzt nominiert wurde er im November 2015 von Nationaltrainer Antonio Conte.

## Erfolge
- Dritter des Confed-Cups: 2013